# CF Lloret
Club Fútbol Lloret is een Spaanse voetbalclub uit Lloret de Mar in de regio Catalonië. Thuisstadion is het Municipal de Lloret de Mar.

## Geschiedenis
CF Lloret won in het verleden eenmaal de Trofeu Moscardó en twee keer de Copa Generalitat, beide Catalaanse bekertoernooien. De Trofeu Moscardó werd in 1968 veroverd, door in de finale Atlètic Catalunya met 2-1 te verslaan. In 1987 won de club in de finale om de Copa Generalitat met 3-0 van CP San Cristóbal. Een jaar later werd deze beker opnieuw gewonnen. CF Lloret zegevierde in 1988 na strafschoppen tegen UE Sant Andreu, nadat de wedstrijd in 1-1 was geëindigd.     

## Gewonnen prijzen
- Trofeu Moscardó: 1968
- Copa Generalitat: 1987, 1988